# Nagmachon
Der Nagmachon (hebräisch נגמחו״ן) ist ein schwer gepanzerter israelischer Transportpanzer der Israel Military Industries (IMI).
Er ist eine Weiterentwicklung des NagmaScho’t, der wiederum auf dem britischen Centurion in der israelischen Ausführung Scho’t basiert, der 1965 in die israelische Armee eingeführt wurde. Der Nagmachon besitzt eine verstärkte Unterwannenpanzerung gegen Panzerabwehrminen und Sprengfallen sowie an der Front Halterungen für Minenpflug, Minenrolle oder Räumschaufel. Neben seiner schweren Centurion-Wannen- und Unterwannenpanzerung besitzt der Nagmachon an den Panzerschürzen eine Reaktivpanzerung gegen HEAT-Hohlladungsgeschosse.
Frühe Ausführungen wurden mit jeweils drei Geschützschilden für Maschinengewehre des Typs FN MAG ausgerüstet, um die Bordschützen auf dem Panzer vor Kleinwaffenbeschuss zu schützen. Spätere Modelle wurden mit jeweils zwei FN MAG und einem geschlossenen Turmaufbau („Hundehütte“ genannt) in Form einer erhöhten, drehbaren, gepanzerten Kabine mit Panzerglasfenstern und einer Luke ausgestattet. Er besitzt zudem eine Nebelmittelwurfanlage des Typs IS-10, welche vier Wurfbecher besitzt, die jeweils mit zehn CL-3030 Rauchgranaten bestückt werden können. Ein Motor vom Typ AVDS-1790-2A mit geringeren Abmessungen wurde eingebaut, so dass ein Zugang zum Fahrzeuginneren über das Heck des Panzers möglich ist.
Durch den speziellen Turmaufbau und den gesteigerten Minenschutz ist der Nagmachon besonders geeignet für die Aufstandsbekämpfung und den Häuserkampf. Er wurde vor allem in der Zweiten Intifada innerhalb der israelisch besetzten Gebiete und im Südlibanon während des Libanonkrieges von 2006 eingesetzt. Nagmachons wurden auch als Begleitfahrzeuge für militärische Planierraupen der Typen Caterpillar D9 und D10  in Krisenregionen eingesetzt. Der Nagmachon wird zudem als Pionierfahrzeug eingesetzt, obwohl seine Hauptaufgabe darin besteht, Infanterie (bzw. motorisierte Infanterie) zu transportieren.